# Weronika Gawlik
Weronika Gawlik (* 20. Oktober 1986 in Gliwice, geborene Weronika Mieńko) ist eine polnische Handballspielerin.

## Karriere

### Im Verein
Weronika Gawlik spielte zunächst für Sośnica Gliwice und ab 2008 für Zgoda Ruda Śląska. Seit 2011 steht sie im Kader von MKS Lublin. Mit Lublin konnte sie von 2013 bis 2020 siebenmal die polnische Meisterschaft und mehrfach den polnischen Pokal gewinnen.

### In Auswahlmannschaften
Sie stand im Kader der polnischen Nationalmannschaft für die Weltmeisterschaften 2015, wo sie mit Polen den 4. Platz belegte. Bei der Weltmeisterschaft 2017 stand sie erneut im Kader. Zwischen 2016 und 2020 gehörte sie zur Aufstellung der Nationalmannschaft bei drei aufeinanderfolgenden Europameisterschaften. Die Platzierungen der Mannschaft in diesen Wettbewerben waren wie folgt: 15. (2016), 14. (2018) und 14. (2020).